# Načetín I
Načetín I (deutsch Kienhaid) ist eine Wüstung im Okres Chomutov, Tschechien. Seine Fluren mit einer Fläche von 860,6266 ha gehören zur Gemeinde Kalek. 

## Geschichte
Der Ort entstand vermutlich 1709. Seit 1889 war Kienhaid, das sich am südwestlichen Hang des Čihadlo (Lauschhübel) befand, eine selbständige Gemeinde. Kienhaid war von drei Seiten von Wald umgeben, nur nach Kühnhaide in Sachsen war es offen.
Der Boden war karg, die Feldwirtschaft brachte nur Kartoffeln, Hafer, Roggen und Rüben ein. Jedoch sorgte die Viehwirtschaft für Einkünfte. Ab der Mitte des 19. Jahrhunderts bildete der Ort eine Gemeinde im Gerichtsbezirk Sebastiansberg bzw. Bezirk Komotau.
Das Dorf hatte 1939 211 deutsche Einwohner, die nach dem Krieg vertrieben wurden. Das Dorf wurde nicht mehr besiedelt.  Bis auf das ehemalige Forsthaus wurden im Jahre 1947 alle Häuser wegen ihrer Grenznähe zerstört.

## Entwicklung der Einwohnerzahl
| Jahr | Einwohnerzahl |
| ---- | ------------- |
| 1869 | 232           |
| 1880 | 255           |
| 1890 | 277           |
| 1900 | 250           |

| Jahr | Einwohnerzahl |
| ---- | ------------- |
| 1910 | 230           |
| 1921 | 232           |
| 1930 | 235           |
| 1950 | 0             |